# Polyrhachis spitteleri
Polyrhachis spitteleri é uma espécie de formiga do gênero Polyrhachis, pertencente à subfamília Formicinae.